# جائزة هارولد مكجرو
جائزة هارولد ماكجرو هي جائزة سنوية تُمنح في التعليم سنويًا من قِبَل مؤسسة مكجرو-هيل للتعليم، ومؤسسة مكجرو، وجامعة ولاية أريزونا للاعتراف بمجهودات الأفراد البارزين الذين كرسوا أنفسهم لتحسين التعليم من خلال مناهج جديدة والتي تُحدث إنجازاتهم فرق في التعليم لمرحلة ما قبل الروضة 12، والتعليم العالي، وتعلّم إجراء البحث العلمي حول العالم. تأسست جائزة مكجرو في عام 1988 لتكريم مؤسس الشركة، جيمس هارولد ماكجرو، وإعلانًا لالتزامها الدائم بالاهتمام بالتعليم بمناسبة مرور 100 عام على تأسيس الشركة. في عام 2015 ، شكلت مؤسسة مكجرو-هيل للتعليم تحالفًا مع جامعة ولاية أريزونا لإدارة برنامج جائزة ماكجرو السنوي.
واعتبارًا من عام 2015، أصبح يتم تحديد الفائزين بجائزة ماكجرو من خلال عملية الترشيح المفتوحة بالإضافة إلى تقييم لأهمية تأثير الفرد المهني على مجال التعليم من خلال لجنة من المحلفين المتميزة. تشمل الجائزة ثلاث فئات: مرحلة ما قبل الروضة 12، والتعليم العالي، والبحث العلمي في مجال التعلم. يتلقى الفائزون بالجائزة مبلغًا قدره 50.000 دولار ودرعًا برونزيًا صممه طلاب من جامعة ولاية أريزونا.

## الحائزون على الجائزة
شملت قائمة الحائزون على الجائزة:
- الرئيس التنفيذي لشركة EdX Anant Agarwal; المشرف على مقاطعة ميامي داد (فلوريدا) ألبرتو م. كارفالهو
- سكينة يعقوبي؛ الرئيس التنفيذي للمعهد الأفغاني للتعلم
- سلمان خان؛ مؤسس أكاديمية خان
- ريتشارد رايلي؛ وزير التعليم السابق في الولايات المتحدة
- جيم هنت؛ وزير التعليم الأمريكي السابق
- إلين موير، الحاكم السابق لولاية نورث كارولينا.
- جيمس كومر؛ المؤسس المشارك والمدير التنفيذي لمركز المعلم الجديد في جامعة كاليفورنيا (سانتا كروز)
- ماري إي دياز؛ الحاصلة على الدتوراة في التربية، وعميد كلية التربية، بجامعة ألفيرنو
- كريستوفر سيرف، صاحب فكرة برنامج شارع السمسم
- دينيس ليتكي؛ المؤسس المشارك والمدير المشارك لشركة The Big Picture Company ، The Met School and College Unbound
- وباربارا بوش، مؤسس مؤسسة باربرا بوش لمحو الأمية والسيدة الأولى السابقة.

## روابط خارجية
- Harold W. McGraw, Jr. Prize in Education Website
- McGraw Prize Categories[وصلة مكسورة]
- Nominations Being Accepted for the 2017 McGraw Prize
- Harold W. McGraw, Jr. Prize in Education Winners